# Conflicte a Papua Occidental

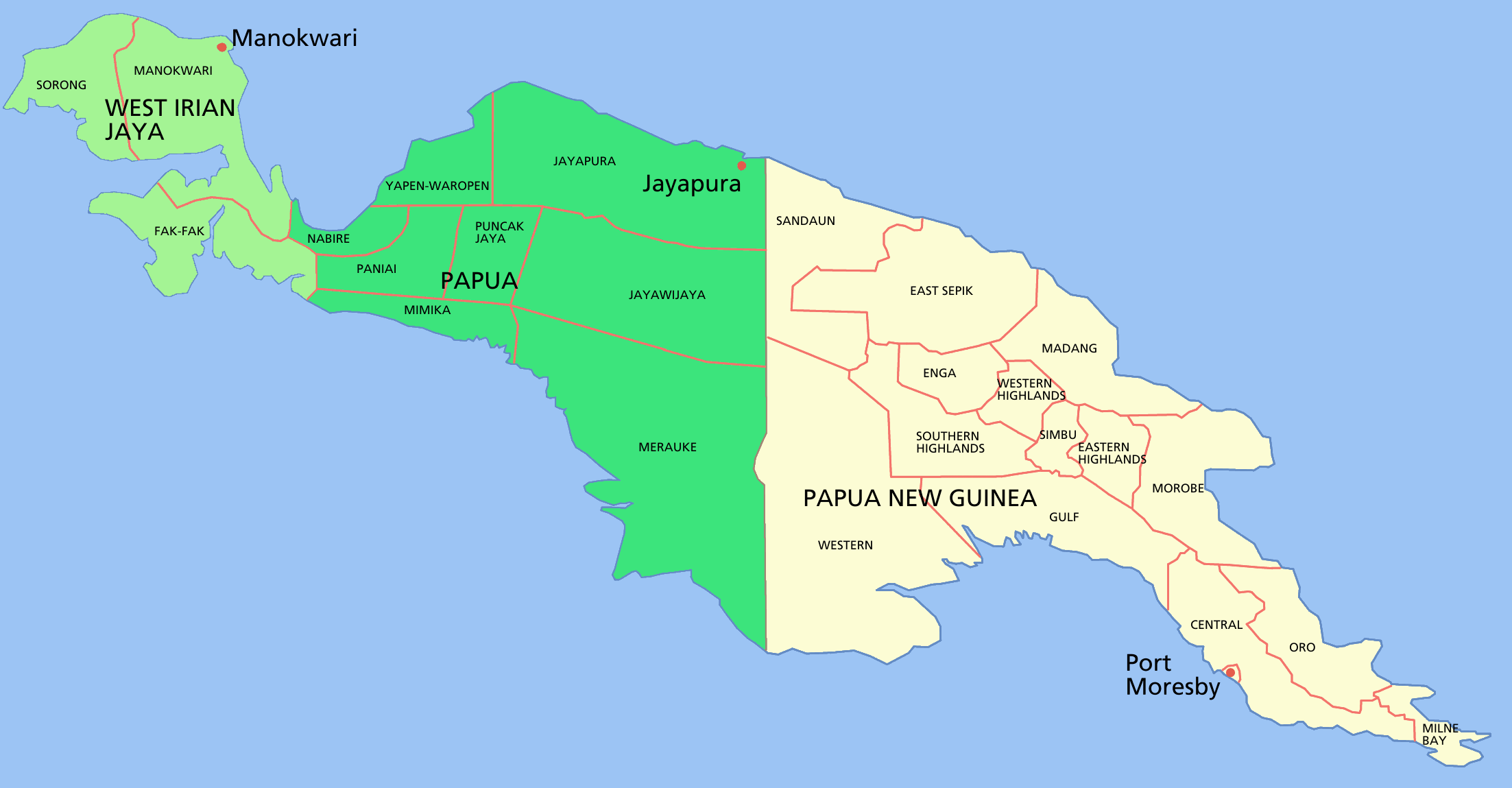
Papua Occidental, zona en conflicte.

El conflicte a Papua Occidental és un conflicte armat secessionista que té lloc a Papua i a les províncies actuals de Papua Occidental, a Indonèsia. Papua comprèn Papua i Papua Occidental i són conjuntament una entitat que es vol independent d'Indonèsia. Van ser incorporades el 1963 a Indonèsia arran de la independència d'aquest darrer que, abans d'això, era part integrant de les Índies neerlandeses, i després administrades directament pels Països Baixos. El moviment secessionista està principalment alimentat per l'Organització per una Papua Lliure.